# Liste des comtes de Charolais
Pour les articles homonymes, voir Charolais.
De 973 à 1237, le Charolais appartient au comte de Chalon. Il n'y a pas de titre particulier lié au Charolais.
En 1237, Hugues IV, duc de Bourgogne l'achète au comte de Chalon, et le donne à son second fils Jean en 1248. Le Charolais aurait été érigé en comté entre 1270 et 1316 selon les sources.
Pendant la période de l'État bourguignon (1363 – 1559), le titre de comte de Charolais fut systématiquement donné à l'héritier du duc de Bourgogne (à la manière du titre de « Dauphin de France » ou de « Prince de Galles »). Par exemple, Charles le Téméraire, du vivant de son père Philippe le Bon, porta le titre de comte de Charolais.

## Premiers comtes de Charolais (1237-1391)
- 1237 – 1248 : Hugues (IV) de Bourgogne (1212 – 1272), duc de Bourgogne

marié en 1229 avec Yolande de Dreux (1212 – 1248)
- 1248 – 1267 : Jean Ier de Bourgogne (1231 – 1267), comte du Charolais, seigneur de Bourbon (1248) par son mariage, fils des précédents

marié en 1248 avec Agnès de Bourbon (1237 – 1287), dame de Bourbon
- 1267 – 1310 : Béatrice Ire de Bourgogne (1257 – 1310), comtesse de Charolais, dame de Bourbon, fille des précédents

mariée en 1272 Robert (1256 – 1317), comte de Clermont, fils de Saint-Louis
- 1310 – 1316 : Jean II de Clermont (1283 – 1316), comte de Charolais, fils des précédents

marié en 1309 avec Jeanne d'Argie
- 1316 – 1364 : Béatrice II de Clermont (1310 – 1364), comtesse de Charolais, fille du précédent

mariée en 1327 à Jean Ier (mort en 1373), comte d'Armagnac, de Rodez et de Fezensac
- 1364 – 1384 : Jean III d'Armagnac (1333 – 1384), comte de Charolais, d'Armagnac, de Rodez et de Fezensac, fils des précédents

marié avec Jeanne de Périgord
- 1384 – 1391 : Bernard d'Armagnac (v. 1360 – 1418), comte de Charolais, puis d'Armagnac, de Rodez et de Fezensac (1391), connétable de France, fils des précédents

marié en 1393 avec Bonne de Berry (1362 – 1435)
Lorsqu'en 1391, Bernard hérite de l'Armagnac et de Rodez (à la suite de la mort de son frère aîné Jean), il vend le comté de Charolais à Philippe le Hardi, duc de Bourgogne.

## Les ducs de Bourgogne de la maison de Valois (1391-1477)
1391 – 1404 : Philippe Ier le Hardi (1342 – 1404), duc de Bourgogne
Sa femme, Marguerite III de Flandre, s'occupe souvent de l'administration du comté.
1404 – 1410 : Jean IV sans Peur (1371 – 1419), duc de Bourgogne, fils du précédent
À partir de Philippe le Bon, les fils aînés des ducs de Bourgogne reçoivent le comté de Charolais du vivant de leur père, afin d'expérimenter l'exercice du pouvoir.
1410 – 1433 : Philippe II le Bon (1396 – 1467), duc de Bourgogne, fils du précédent
Entre 1419 et 1423, Marguerite de Bavière, veuve de Jean sans Peur, possède la jouissance du comté.

Armes de Charles le Téméraire, comte de Charolais, héritier du duché de Bourgogne.

1433 – 1477 : Charles Ier le Téméraire (1433 – 1477), duc de Bourgogne, fils du précédent
En 1477, Louis XI annexa le comté de Charolais à la couronne de France et le dota d'un bailliage. La même année cependant, le Charolais, fidèle à la duchesse Marie, fille du Téméraire, se révolta et chassa les Français. À la fin des hostilités entre la Bourgogne et la France et après la bataille de Guinegatte et le traité de Arras le comté fut donné à la France en échange d’une promesse de mariage. La fille de Marie, Marguerite devant épouser Charles, dauphin de France. Cette promesse fut annulée et le comté revint à Philippe, fils de Marie en 1493 par le traité de Senlis. Le comté de Charolais, soi-disant dernier vestige de l’indépendance bourguignonne, n'intégra finalement le domaine royal qu’en 1761, quand il fut cédé au roi Louis XV par une arrière-petite-fille désargentée du Grand Condé, celui-ci ayant déjà obtenu le comté de Charolais en 1684, à titre personnel et en paiement de la dette que le comte légitime du Charolais, simultanément roi d'Espagne, avait à son égard.

## Les Habsbourg (1493-1558)
En 1493, par le traité de Senlis, Charles VIII doit rendre le comté au gendre de Charles le Téméraire, l'empereur Maximilien Ier de Habsbourg.
- 1493 – 1499 : Maximilien Ier (Maximilien de Habsbourg, 1459 – 1519), empereur du Saint Empire
- 1499 – 1506 : Philippe III (Philippe le Beau, 1478 – 1506), roi de Castille et de León, son fils
- 1506 – 1530 : Marguerite d'Autriche (1480 – 1530), gouverneur des Pays-Bas, sa sœur
- 1530 – 1558 : Charles II (Charles Ier d'Espagne, Charles Quint, 1500 – 1558), empereur du Saint Empire, roi d'Espagne et de l’Amérique espagnole, roi de Sicile

Au début du XVIe siècle, les rois de France ont confisqué à maintes reprises le Charolais (entre 1507 et 1509, 1521 et 1526, 1536 et 1544, 1551 et 1559). Les rois d'Espagne obtenaient sa restitution à chaque traité de paix (1526 : traité de Madrid, paix de Cambrai, 1544 : trêve de Crépy-en-Laonnois, 1559 : traité du Cateau-Cambrésis).

## Les Habsbourg d'Espagne (1558-1684)
- 1558 – 1598 : Philippe IV (Philippe II d'Espagne, 1527 – 1598), roi d'Espagne et du Portugal, fils de Charles Quint
- 1598 – 1599 : Philippe V (Philippe III d'Espagne, 1578 – 1621), roi d'Espagne, du Portugal, des Pays-Bas, etc., son fils
- 1599 – 1633 : Isabelle-Claire-Eugénie d'Autriche (1566 – 1633), gouverneur des Pays-Bas, comtesse de Bourgogne et de Charolais, sa sœur
- 1633 – 1665 : Philippe VI (Philippe IV d'Espagne, 1605 – 1665), roi d'Espagne, du Portugal, des Deux-Siciles et des Pays-Bas, fils du roi Philippe III d'Espagne

Durant cette période, les rois de France confisquèrent à nouveau le Charolais (entre 1635 et 1668, 1674 et 1678), dont les rois d'Espagne obtinrent la restitution par les traités de paix d'Aix-la-Chapelle et de Nimègue.
- 1665 – 1684 : Charles III (Charles II d'Espagne, 1661 – 1700), roi d'Espagne et des Deux-Siciles, son fils

En 1684, en raison des dettes contractées par Philippe IV envers le Grand Condé, le parlement de Paris - qui n'était pas compétent dans cette affaire - prononce la saisie du comté au profit de ce dernier.

## Princes de Condé (1684-1751)
- 1684 – 1686 : Louis II de Bourbon-Condé, dit le Grand Condé (1621 – 1686), prince de Condé, etc.
- 1686 – 1709 : Henri (III) de Bourbon-Condé (1643 – 1709), prince de Condé, etc., son fils

Sa fille Anne-Louise fut appelée Mademoiselle de Charolais.
- 1709 – 1710 : Louis II (1668 – 1710), prince de Condé, etc., son fils

Sa fille Louise-Anne est connue sous le nom de Mademoiselle de Charolais.
- 1710 – 1760 : Charles IV (1700 – 1760), comte de Charolais, son fils

En 1760, Louis XV annexe le comté de Charolais à la Couronne, l'achète en 1761 et l'échange contre la terre de Palaiseau avec Élisabeth Alexandrine, Mlle de Sens.

## Rattachement à la Couronne (1760-1789)
- 1761 – 1774 : Louis XV
- 1774 – 1789 : Louis XVI